# Corconne
Corconne là một xã trong tỉnh Gard thuộc vùng Occitanie, phía nam nước Pháp. Xã Corconne nằm ở khu vực có độ cao trung bình 165 mét trên mực nước biển.